# Schauerberg (Emskirchen)
Schauerberg war eine Gemeinde im Landkreis Neustadt an der Aisch (Mittelfranken, Bayern). Die Gemarkung Schauerberg hat eine Fläche von 4,671 km². Sie ist in 630 Flurstücke aufgeteilt, die eine durchschnittliche Fläche von 7414,82 m² haben. In ihr liegen die Gemeindeteile Altschauerberg, Flugshof, Neuschauerberg und Riedelhof.

## Geschichte
Mit dem Zweiten Gemeindeedikt (1818) wurde die Ruralgemeinde Schauerberg gebildet, zu der Altschauerberg, Flugshof, Neuschauerberg und Riedelhof gehörten. Sie war in Verwaltung und Gerichtsbarkeit dem Landgericht Markt Erlbach zugeordnet und in der Finanzverwaltung dem Rentamt Neustadt an der Aisch. Ab 1862 gehörte  Schauerberg zum Bezirksamt Neustadt an der Aisch (1939 in Landkreis Neustadt an der Aisch umbenannt) und ab 1856 zum Rentamt Markt Erlbach (1919–1929: Finanzamt Markt Erlbach, ab 1929: Finanzamt Neustadt an der Aisch). Die Gerichtsbarkeit blieb beim Landgericht Markt-Erlbach (1879 in das Amtsgericht Markt Erlbach umgewandelt), ab 1959 war das Amtsgericht Fürth zuständig. Die Gemeinde hatte eine Gebietsfläche von 4,959 km².
Am 1. Januar 1970, also noch vor der Gebietsreform in Bayern, wurde die Gemeinde Schauerberg nach Emskirchen eingemeindet.

## Einwohnerentwicklung
| Jahr      | 1818   | 1840   | 1852   | 1855   | 1861   | 1867   | 1871   | 1875   | 1880   | 1885   | 1890   | 1895   | 1900   | 1905   | 1910   | 1919   | 1925   | 1933   | 1939   | 1946   | 1950   | 1952   | 1961  | 1970   |
| Einwohner | 224    | 263    | 249    | 253    | 261    | 238    | 246    | 243    | 251    | 235    | 210    | 198    | 190    | 199    | 211    | 199    | 190    | 195    | 179    | 275    | 268    | 255    | 210   | 211    |
| Häuser    | 39     | 41     |        |        |        |        | 44     |        |        | 44     | 41     |        | 41     |        |        |        | 36     |        |        |        | 38     |        | 38    |        |
| Quelle    | [ 10 ] | [ 11 ] | [ 12 ] | [ 12 ] | [ 13 ] | [ 14 ] | [ 15 ] | [ 16 ] | [ 17 ] | [ 18 ] | [ 19 ] | [ 12 ] | [ 20 ] | [ 12 ] | [ 21 ] | [ 12 ] | [ 22 ] | [ 12 ] | [ 12 ] | [ 12 ] | [ 23 ] | [ 12 ] | [ 6 ] | [ 24 ] |